# Офросимов, Евфимий Яковлевич
Евфимий Яковлевич Офросимов (Афрасимов, Офрасимов) (1826—1896) — генерал от инфантерии.

## Биография
Родился 20 сентября (2 октября) 1826 года. Воспитывался во 2-м кадетском корпусе, откуда был выпущен прапорщиком в 1844 году.
Поручик с 23.03.1847, штабс-капитан с 23.04.1850, капитан с 14.04.1854, полковник с 02.06.1856 г. В 1857—1864 годах командовал 15-м стрелковым батальоном. 25 июня 1864 года стал командиром 90-го пехотного Онежского полка; 17 апреля 1870 года был произведён в генерал-майоры. 6 февраля 1872 года назначен помощником начальника 37-й пехотной дивизии, 30 августа 1873 года стал командиром 1-й бригады этой же дивизии.
Был назначен начальником 30-й пехотной дивизии 6 февраля 1881 года; с 30 августа 1881 года — генерал-лейтенант. С 29 сентября 1888 года командовал 25-й пехотной дивизией; в 1891 году произведён в генералы от инфантерии.
Его жена, Маргарита Дмитриевна, родила 4-х детей, в их числе сын Алексей.
Умер 7 (19) июля 1896 года.

## Награды
- орден Св. Станислава 2-й ст. (1856), императорская корона к ордену в 1860 г.
- орден Св. Анны 2-й ст. (1862), императорская корона к ордену в 1865 г.
- орден Св. Владимира 4-й ст. (1868)
- орден Св. Владимира 3-й ст. (1872)
- орден Св. Станислава 1-й ст. (1875)
- орден Св. Анны 1-й ст. (1879)
- орден Св. Владимира 2-й ст. (1883)
- орден Белого орла (1885)
- прусский орден Красного орла 2-й ст. со звездой (1873)